# Kiverci
Kiverci (in ucraino Ківерці?, in russo Киверцы?, in polacco Kiwerce) è una città ucraina (13 978 abitanti), nel distretto di Luc'k, nell'oblast' di Volinia. Ospita l'amministrazione della comunità territoriale di Kiverci, una delle comunità territoriali dell'Ucraina.
Fino al 18 luglio 2020 Kiverci era il centro amministrativo del distretto di Kiverci. Come parte della riforma amministrativa che ha ridotto a quattro il numero dei distretti dell'oblast' di Volinia, il distretto di Kiverci venne fuso nel distretto di Luc'k.
Fondata nel 1870, nel 2013 aveva circa 15.000 abitanti.